# Loi de réciprocité d'Artin
En mathématiques, la loi de réciprocité d'Artin est un résultat important de théorie des nombres établi par Emil Artin dans une série d'articles publiés entre 1924 et 1930. Au cœur de la théorie du corps de classe, la réciprocité d'Artin tire son nom d'une parenté avec la réciprocité quadratique introduite par Gauss, et d'autres lois d'expression similaire, la réciprocité d'Eisenstein, de Kummer, ou de Hilbert. Une des motivations initiales derrière ce résultat était le neuvième problème de Hilbert, auquel la réciprocité d'Artin apporte une réponse partielle. Aujourd'hui la réciprocité d'Artin est plutôt perçue comme l'un des points de départ conceptuels du programme de Langlands.
Concrètement, la loi de réciprocité d'Artin donne un isomorphisme de l'abélianisé du groupe de Galois d'un corps global. Associé au théorème de Takagi, il permet donc de décrire les extensions abéliennes du corps considéré à partir de l'arithmétique dans ce corps.
Le théorème de densité de Čebotarev, et le caractère méromorphe des L-fonctions d'Artin sont des conséquences de la réciprocité d'Artin.

## Énoncé

### Extensions finies abéliennes d'un corps global
On se place ici dans le cas où {\displaystyle K} est un corps global et {\displaystyle L} une extension abélienne finie de {\displaystyle K}. Soit {\displaystyle {\mathfrak {p}}} un élément premier de {\displaystyle K}, alors les groupes de décomposition au dessus de {\displaystyle {\mathfrak {p}}} sont égaux dans {\displaystyle \operatorname {Gal} (L/K)}, puisque ce dernier est abélien. Si {\displaystyle {\mathfrak {p}}} est non ramifié dans {\displaystyle L}, et si on note {\displaystyle {\mathfrak {q}}} un premier au-dessus de {\displaystyle {\mathfrak {p}}}, alors le groupe de décomposition {\displaystyle D_{\mathfrak {p}}} est isomorphe au groupe de Galois de l'extension {\displaystyle ({\mathcal {O}}_{L,{\mathfrak {q}}}/{\mathfrak {q}})/({\mathcal {O}}_{K,{\mathfrak {p}}}/{\mathfrak {p}})} de corps résiduels. Cet isomorphisme est en fait canonique, et il existe donc un élément de Frobenius dans le groupe de Galois, qui est noté{\displaystyle \left({\frac {L/K}{\mathfrak {p}}}\right)}pour rappeler la notation du symbole de Jacobi, et appelé « symbole d'Artin ». On étend cette notation par linéarité à tous les idéaux fractionnaires :{\displaystyle {\prod _{i=1}^{m}{\mathfrak {p}}_{i}^{n_{i}}}\mapsto \prod _{i=1}^{m}\left({\frac {L/K}{{\mathfrak {p}}_{i}}}\right)^{n_{i}}.}La loi de réciprocité d'Artin établit qu'il existe un isomorphisme, donné par l'application définie par ce symbole, entre un quotient du groupe des idéaux fractionnaires et le groupe de Galois {\displaystyle \operatorname {Gal} (L/K)}.

### Extension galoisienne
Une manière compacte d'exprimer la réciprocité d'Artin est la suivante, : étant donné {\displaystyle {\mathfrak {p}}} et {\displaystyle {\mathfrak {q}}} au-dessus de {\displaystyle {\mathfrak {p}}}, non ramifié, il existe un unique élément {\displaystyle \sigma =\left({\frac {L/K}{\mathfrak {q}}}\right)\in \operatorname {Gal} (L/K)} tel que pour tout {\displaystyle \alpha \in L},{\displaystyle \sigma (\alpha )=\alpha ^{\operatorname {N} ({\mathfrak {p}})}{\bmod {\mathfrak {\mathfrak {q}}}}.}

### Énoncé général
Nous suivons ici la présentation de Neukirch : soit {\displaystyle K} un corps global et {\displaystyle L} une extension de {\displaystyle K}, on note {\displaystyle C_{L}} le groupe de classes d'idèles de {\displaystyle L}, et de même {\displaystyle C_{K}} désigne le groupe de classes d'idèles de {\displaystyle K}. Alors la loi de réciprocité d'Artin établit qu'il existe un isomorphisme canonique{\displaystyle \theta :C_{K}/\operatorname {N} _{L/K}(C_{L})\ {\xrightarrow {\ \sim \ }}\operatorname {Gal} (L/K)^{\text{ab}}}entre un quotient du groupe d'idèles de {\displaystyle K} et l'abélianisé du groupe de Galois de {\displaystyle L} sur {\displaystyle K}. L'application {\displaystyle \theta } est appelé « symbole d'Artin global ».
La construction de {\displaystyle \theta } est explicite, à partir des « symboles (locaux) d'Artin » définis pour chaque place {\displaystyle v} de {\displaystyle K}, et qui forment également des isomorphismes{\displaystyle \theta _{v}:K_{v}^{\times }/\operatorname {N} _{L_{v}/K_{v}}(L_{v}^{\times })\ {\xrightarrow {\ \sim \ }}\operatorname {Gal} (L_{v}/K_{v})^{\text{ab}}.}

## Exemple
Soit {\displaystyle d\neq 1} sans facteurs carrés, {\displaystyle K=\mathbb {Q} ,L=K({\sqrt {d}})}. Alors {\displaystyle \operatorname {Gal} (L/K)\simeq \{\pm 1\}}. Soit {\displaystyle \Delta } le discriminant de {\displaystyle L} sur {\displaystyle K} (qui vaut {\displaystyle d} ou {\displaystyle 4d}). Le symbole d'Artin est alors défini pour tout premier {\displaystyle p\nmid \Delta } par{\displaystyle \left({\frac {L/K}{p}}\right)=\left({\frac {\Delta }{p}}\right)={\begin{cases}+1&{\text{si }}p{\text{ se décompose dans }}L\\-1&{\text{si }}p{\text{ est inerte dans }}L\end{cases}}} où la notation à droite du signe d'égalité est le symbole de Kronecker.